# 橋本崚
橋本 崚（はしもと りょう、1993年9月26日 - ）は、大分県由布市出身の陸上競技選手。専門は長距離走・マラソン。大分県立大分西高等学校・青山学院大学国際政治経済学部卒業、中央発條所属。身長172cm、体重55kg。

## 経歴

### 高校時代まで
- 由布市立挾間中学校で本格的に陸上競技を始める。
- 大分西高校3年時の2011年全国高校総体5000mに出場（予選1組16着・決勝進出ならず）[1]。

### 大学時代
- 2年時の第45回全日本大学駅伝で大学駅伝に初出場し、6区区間5位。第90回箱根駅伝では当初山登りの5区を務める予定だったが、左足ふくらはぎの肉離れを発症し出場はならなかった。
- 3年時は、前述の怪我が完治しないまま左足を庇いながら練習を続けた影響で、左ハムストリングや臀部の肉離れ、右大腿骨の骨折など故障に悩まされた。
- 4年時の第47回全日本大学駅伝では7区区間3位と好走。第92回箱根駅伝では5区を予定していたが、5区区間記録保持者の神野大地が故障から回復したため補欠となり、箱根駅伝への出場は叶わなかった。2月の東京マラソン2016でフルマラソンに挑戦し、2時間14分台の23位で完走した。

### GMOアスリーツ時代
- 2016年12月の第47回防府読売マラソンでは、川内優輝などの有力選手に競り勝ち、自己記録を3分以上更新する2時間11分台でマラソン初優勝を果たす[2]。2017年2月の東京マラソン2017では2時間13分台の20位に終わった。
- 2017年7月のゴールドコーストマラソンでは自己ベストで4位に入った。
- 2018年12月の第72回福岡国際マラソンでは、30km地点まで服部勇馬らの先頭争いについていたが、終盤で失速。2時間11分台の9位（日本人7着）に留まった[3]。
- 2019年2月の第68回別府大分毎日マラソンでは、32kmまで先頭集団に加わり、2時間09分29秒の自己ベストで日本人2番手の5位入賞。マラソングランドチャンピオンシップ（2020年東京オリンピック男子マラソン選考会）への出場権を獲得した[4][5]。
- 2019年9月15日のMGCでは17kmで一旦2位集団から離れたが、26.4kmで再び2位集団に追いつき、37.4kmで先頭の設楽悠太をかわす。6人となった先頭集団から39kmで仕掛けて揺さぶりをかけるも、直後の中村匠吾のロングスパートには対応できず、5位に終わった[6]。
- 2020年3月8日、東京五輪男子マラソンの補欠代表（2番手）に選出された[7][8]。
- 2022年12月4日の第53回防府読売マラソンでは2時間09分12秒の自己ベストで3位に入り、2023年MGCの出場権を獲得した。

### 中央発條時代
- 2023年4月1日より、中央発條に移籍。
- 2023年10月、MGC本番レースに出場。序盤から独走する川内優輝（プロランナー・あいおいニッセイ同和損害保険）はつかずに第二集団で待機するも、25Km過ぎで2位争いの集団より完全脱落。青山学院大OBとして横田俊吾・飯田貴之に次ぐ3番手だが、男子全体で43位に終わった[9][10]。

## 人物
- 血液型はA型。
- 趣味はサッカー観戦とドラマ鑑賞。
- 大学4年時の箱根駅伝では神野大地の付き添いをするなど、裏方の仕事に徹していた。しかし、箱根路を1回も走れなかった悔しさから、チームの総合優勝には素直に喜ぶことが出来なかったという[11]。
- 第68回別府大分毎日マラソンでは、大学時代の恩師である原晋に「箱根駅伝があれだけ盛り上がる中、彼は陰で頑張って努力した。それがようやく報われて頭が下がる」と称えられた[12]。その一方で、37kmから橋本が何度も腕時計を確認した際には「もう時計なんか見ないで前を追っ掛けるんだよ！」と大声で叱咤する場面もあった[13][14]。

## 戦績

### 主な成績（マラソン以外）
| 年     | 月      | 大会                                             | 種目（区間）   | 順位    | 記録          | 備考      |
| ------ | ------- | ------------------------------------------------ | -------------- | ------- | ------------- | --------- |
| 2016年 | 2月7日  | 第38回神奈川マラソン                             | ハーフマラソン | 2位     | 1時間03分33秒 | 自己記録  |
|        | 7月3日  | ホクレンディスタンスチャレンジ2016 第1戦士別大会 | 10000m         | 5位     | 29分13秒91    |           |
| 2017年 | 4月22日 | 兵庫リレーカーニバル（アシックスチャレンジ）     | 10000m         | 2組16位 | 29分44秒40    | 36位      |
|        | 5月6日  | ゴールデンゲームズinのべおか                     | 5000m          | F組3位  | 14分07秒64    |           |
|        | 5月20日 | イエテボリハーフマラソン                         | ハーフマラソン | 11位    | 1時間05分01秒 |           |
| 2018年 | 5月5日  | ゴールデンゲームズinのべおか                     | 5000m          | E組13位 | 14分05秒15    |           |
|        | 5月19日 | 東日本実業団陸上選手権大会                       | 10000m         | 15位    | 29分51秒28    |           |
|        | 7月4日  | ホクレン・ディスタンスチャレンジ網走             | 5000m          | C組25位 | 14分18秒45    |           |
|        | 7月7日  | ホクレン・ディスタンスチャレンジ北見             | 10000m         | B組25位 | 29分46秒13    |           |
| 2019年 | 5月12日 | 第29回仙台国際ハーフマラソン                     | ハーフマラソン | 4位     | 1時間2分55秒  | 自己記録  |
|        | 11月3日 | 第60回東日本実業団対抗駅伝競走大会               | 3区・16.5Km    | 区間6位 | 48分38秒      | チーム5位 |

### 大学駅伝成績
| 学年（年度）       | 出雲駅伝                     | 全日本大学駅伝               | 箱根駅伝                     |
| ------------------ | ---------------------------- | ---------------------------- | ---------------------------- |
| 1年生 （2012年度） | 第24回 － － － （出場なし   | 第44回 － － － （出場なし） | 第89回 － － － （出場なし） |
| 2年生 （2013年度） | 第25回 － － － （出場なし） | 第45回 6区-区間5位 37分08秒  | 第90回 － － － （出場なし） |
| 3年生 （2014年度） | 第26回 （開催中止）          | 第46回 － － － （出場なし） | 第91回 － － － （出場なし） |
| 4年生 （2015年度） | 第27回 － － － （出場なし） | 第47回 7区-区間3位 35分27秒  | 第92回 － － － （出場なし） |

## マラソン全成績
| 年月日         | 大会                               | 順位 | 記録          | 備考                                               |
| -------------- | ---------------------------------- | ---- | ------------- | -------------------------------------------------- |
| 2016年2月28日  | 東京マラソン2016                   | 23位 | 2時間14分38秒 | 初マラソン、リオデジャネイロオリンピック選考レース |
| 2016年12月5日  | 防府読売マラソン                   | 優勝 | 2時間11分20秒 | フルマラソン初優勝、自己記録更新                   |
| 2017年2月26日  | 東京マラソン2017                   | 20位 | 2時間13分29秒 | 世界陸上ロンドン大会選考レース                     |
| 2017年7月2日   | ゴールドコーストマラソン           | 4位  | 2時間10分17秒 | 自己記録更新                                       |
| 2018年12月2日  | 福岡国際マラソン                   | 9位  | 2時間11分40秒 | MGCシリーズ第7弾（2020年東京オリンピック選考会）   |
| 2019年2月3日   | 別府大分毎日マラソン               | 5位  | 2時間09分29秒 | MGCシリーズ第8弾、自己記録更新                     |
| 2019年9月15日  | マラソングランドチャンピオンシップ | 5位  | 2時間12分07秒 | 2020年東京五輪男子マラソン・日本代表選考レース     |
| 2022年12月4日  | 防府読売マラソン                   | 3位  | 2時間09分12秒 | MGCシリーズ、自己記録更新                          |
| 2023年10月15日 | マラソングランドチャンピオンシップ | 43位 | 2時間16分47秒 | 2024年パリオリンピック・男子マラソン日本代表選考会 |

## 自己記録
- 5000m・・・13分51秒71（2020年11月4日 早稲田大学競技会）
- 10000m・・・28分35秒37（2019年7月9日 ホクレン・ディスタンスチャレンジ深川）
- ハーフマラソン・・・1時間01分56秒（2020年2月2日 第74回香川丸亀国際ハーフマラソン）
- マラソン・・・2時間09分12秒（2022年12月4日 第53回防府読売マラソン大会）